# Conférence de Kreuznach (7 octobre 1917)
Vous lisez un « bon article » labellisé en 2018.
Pour les articles homonymes, voir Conférence de Kreuznach.
La conférence de Kreuznach du 7 octobre 1917 est une réunion du gouvernement et de militaires allemands sous la présidence de l'empereur Guillaume II à Bad Kreuznach, alors siège de l’Oberste Heeresleitung, le commandement suprême de l'armée impériale allemande. Cette rencontre est destinée à établir de nouveaux buts de guerre pour le Reich impérial alors que la Première Guerre mondiale entre dans sa quatrième année. Au cours de cette conférence, le gouvernement allemand prépare également les négociations qui doivent avoir lieu avec l'Autriche-Hongrie à Vienne le 22 octobre 1917, en élaborant une liste d'exigences que les négociateurs allemands comptent présenter à la double monarchie épuisée par le conflit.

## Contexte

### LeReichface à la Russie
La situation politique en Russie est longuement évoquée par Richard von Kühlmann, alors secrétaire d'État aux affaires étrangères, dans des échanges préalables à la conférence. 
Reprenant les analyses de ses prédécesseurs Gottlieb von Jagow et Arthur Zimmermann, le secrétaire d'État perçoit la Russie comme une menace importante, même après avoir imposé une paix favorable à l'Empire allemand, ainsi que de larges cessions de territoires, traduction d'une victoire allemande sur le nouveau gouvernement russe issu de la révolution de Février, privé de toute capacité militaire en raison des désertions massives qui frappent l'armée russe depuis le mois de mars 1917,.

### Les frictions germano-austro-hongroises
La fin de l'été et l'automne 1917 constituent un nouveau moment dans les relations entre le Reich et la double monarchie : depuis quelques mois déjà, les Austro-Hongrois multiplient les tentatives pour mettre en place les conditions d'une paix de compromis entre les deux blocs d'alliance.
En effet, dès le mois d'août, le ministre austro-hongrois des affaires étrangères, Ottokar Czernin, informe son homologue allemand, Richard von Kühlmann, de l'ouverture de pourparlers indirects entre la double monarchie et la France, incitant les Allemands à multiplier les initiatives visant à resserrer les liens unissant le Reich et l'empire des Habsbourg. 
De plus, quelques jours avant cette réunion, lors d'un dîner de gala donné à Budapest par le ministre-président hongrois Sándor Wekerle, Ottokar Czernin rend public son souhait d'une paix « sans annexion ni indemnité », d'une paix blanche, à la grande fureur des Allemands,.

### La note de paix du1eraoût 1917

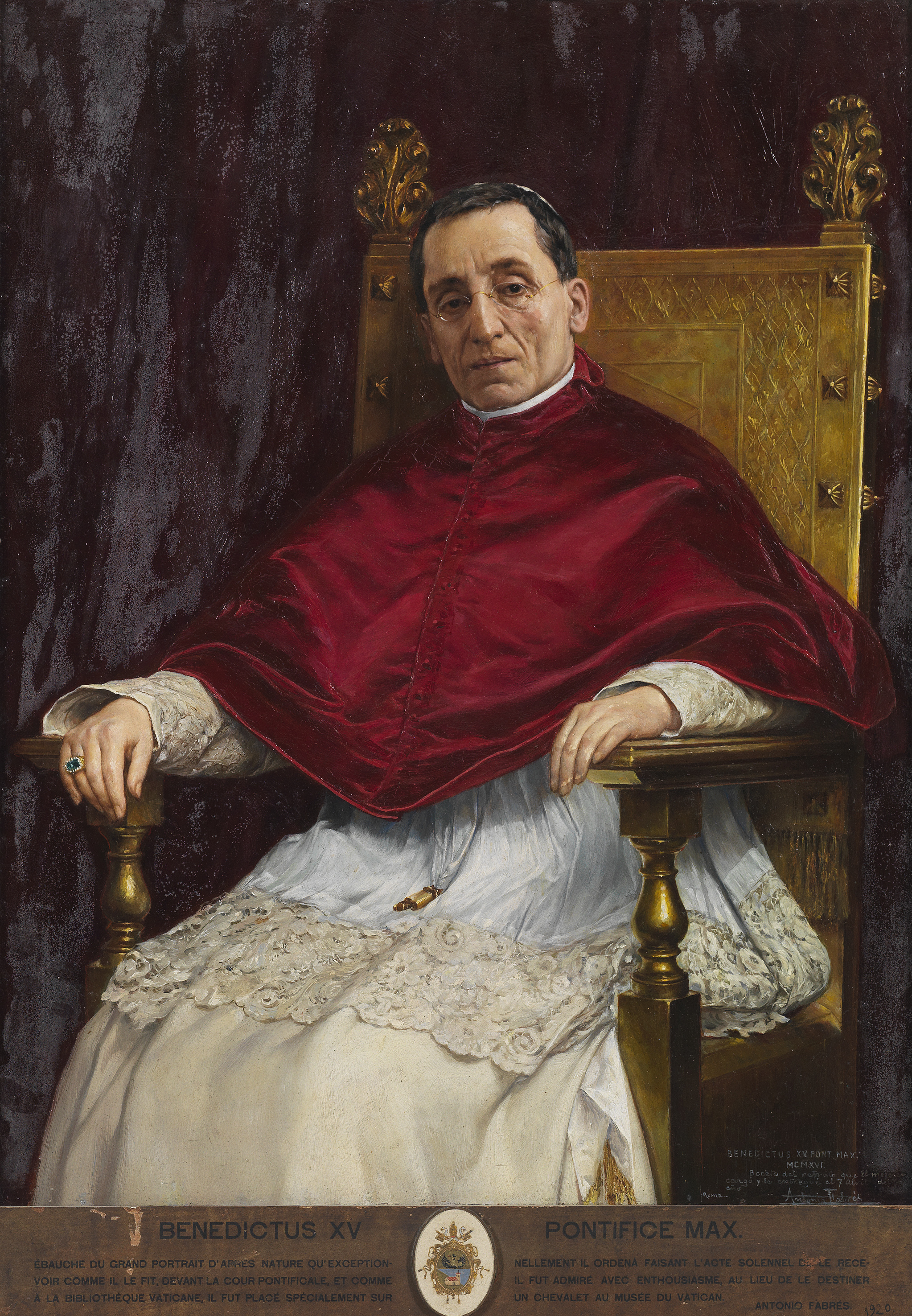
Le pape Benoît XV publie le 1 août 1917 guerre mondiale, un appel à la paix générale.

Engagés dans le conflit depuis près de trois années, les belligérants sont alors épuisés par une guerre qui se prolonge. Dans ce contexte, le pape Benoît XV publie au début du mois d'août 1917 un appel au retour de la paix en Europe sur la base du statu quo ante bellum. 
Dans cette note, Benoît XV lance un appel à la paix générale en Europe : cette note, en réalité rédigée par Eugenio Pacelli, nouveau nonce apostolique en Bavière, appelle les belligérants à ouvrir des négociations en vue du rétablissement de la paix, afin de notamment sauver la double monarchie austro-hongroise d'une dissolution qui se révèle tous les jours davantage plus proche,. 
Cet appel, suscitant de nombreuses réserves parmi les catholiques, incite les responsables du Reich à formuler un nouveau programme des buts de guerre. Le 24 août, une réponse « simple » à la note pontificale est adressée au Vatican : celle-ci n'entre pas dans les détails des buts de guerre des membres de la Quadruplice. 
Cependant, dès le 11 septembre 1917, lors d'un conseil de la couronne allemande convoqué pour la circonstance au château de Bellevue, à Berlin, les responsables politiques du Reich définissent précisément leurs objectifs en Belgique, pomme de discorde avec les Alliés. Sur la demande pressante du chancelier, Georg Michaelis, et du secrétaire d'État, Richard von Kühlmann, le Kaiser accepte de renoncer au littoral belge, avant de se raviser le lendemain, après avoir consulté les Dioscures. 
Parallèlement à cette réponse officielle, les nationalistes et les pangermanistes multiplient les initiatives, renouant avec le Kulturkampf, visant à remettre en cause l'influence des catholiques sur la vie politique allemande : dans un contexte marqué par l'anniversaire de la publication par Luther des thèses de Wittemberg, point de départ de la Réforme protestante, les conservateurs du parti national s'approprient la figure du réformateur saxon et l'érigent en symbole exclusivement allemand.

## Participants

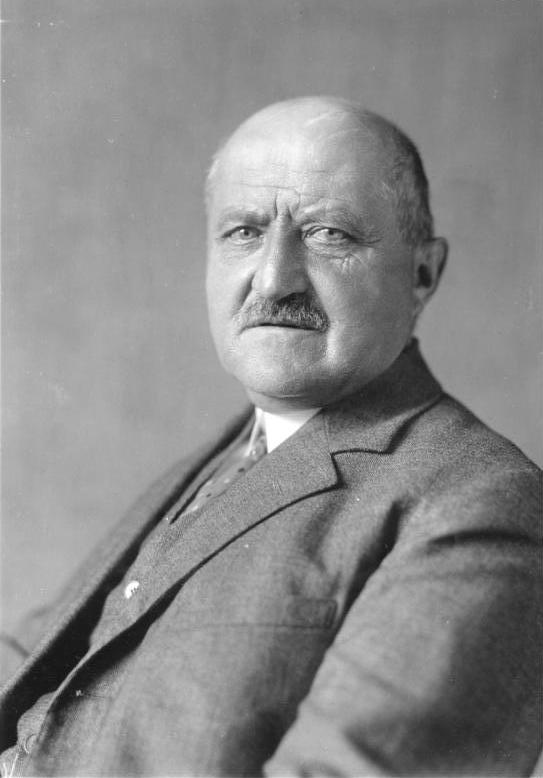
Georg Michaelis (ici en 1932), chancelier du de, préside la conférence du 7 octobre 1917-.

Réunie sous la présidence de l'empereur Guillaume, la Conférence de Kreuznach du 7 octobre 1917 constitue l'occasion d'une rencontre entre responsables civils et militaires du Reich. 
Le chancelier du Reich, Georg Michaelis, partage la présidence de la conférence avec l'empereur. Il est assisté du secrétaire d'État aux affaires étrangères, Richard von Kühlmann.
Les deux principaux responsables du commandement allemand, les Dioscures Paul von Hindenburg et Erich Ludendorff, participent également à cette conférence.

## Réaffirmation des buts de guerre allemands
Durant cette rencontre, les militaires exposent les objectifs qu'ils assignent à la guerre au terme de trois années de conflit, dans un mémorandum en 24 points ; ils se heurtent aux civils, fermes partisans de la dévolution de la couronne de Pologne à un archiduc Habsbourg,. 

### Les projets des militaires

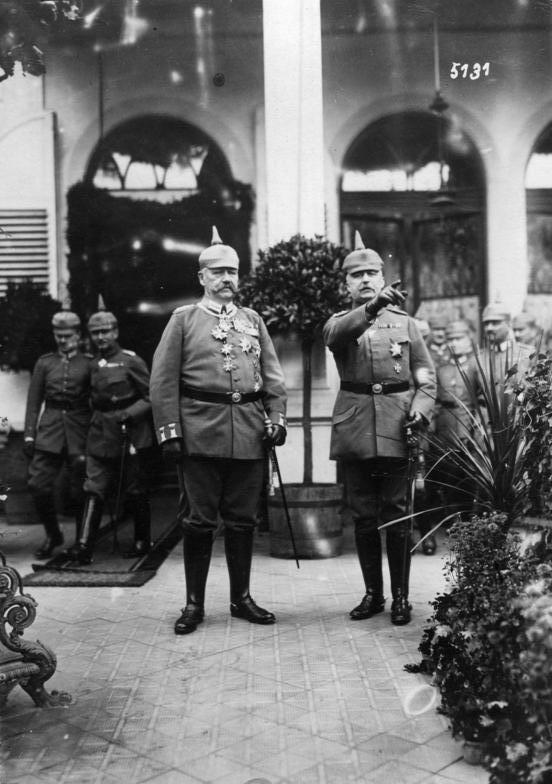
Les Dioscures Paul von Hindenburg et Erich Ludendorff, ici à Kreuznach le 2 octobre 1917 guerre mondiale, s'opposent à toute union douanière avec la double monarchie.

Ce document fixe les nouvelles orientations que les militaires souhaitent voir mises en œuvre dans la poursuite des buts de guerre. Les Dioscures cherchent à établir les conditions de la victoire du Reich, aspirant ainsi à mettre la double monarchie sous une stricte tutelle du Reich pour une durée de vingt années, au sein d'une alliance militaire défensive et offensive dans le cadre de la constitution de la Mitteleuropa,.
De plus, les Dioscures souhaitent que la double monarchie se désintéresse de la Roumanie, en échange de la Pologne. Les militaires allemands souhaitent également obliger l'Autriche-Hongrie à s'engager fermement à poursuivre sa participation dans le conflit jusqu'à la victoire du Reich.   
Les Dioscures, notamment Erich Ludendorff, se montrent ainsi hostiles à toute politique visant à mettre en place une union douanière avec la double monarchie, trop affaiblie à leurs yeux pour permettre au Reich d'en tirer tous les bénéfices économiques escomptés. Ces hommes se montrent également hostiles à toute mise en place d'une politique garantissant le libre accès du Reich au marché mondial, privilégiant la mise en place de solutions visant à garantir pour l'Allemagne la mise en place d'une autarcie en Europe centrale, réorganisée au profit du Reich, ou à défaut, l'obtention d'accords de long terme avec les États voisins.

### Compromis
Au terme d'un échange serré entre civils et militaire, le chancelier Michaelis parvient à un compromis entre les positions défendues par les Dioscures et celles prônées par le secrétaire d'État Richard von Kühlmann : les divergences portent plus sur la forme que doit prendre la prééminence allemande en Europe que sur son bien-fondé ou son extension géographique. 
Ainsi, les militaires exposent les objectifs qu'ils assignent à la guerre au terme de trois années de conflit ; à cette occasion ils se heurtent aux civils, fermes partisans de la dévolution de la couronne de Pologne à un archiduc Habsbourg, mais parviennent à leur imposer leur projet d'annexion d'une large bande frontalière en Pologne,,,.

## Issue
À l'issue de la rencontre, les responsables allemands présents trouvent un accord, formalisé dans un programme comportant 24 points, que l'historien Fritz Fischer divise en deux groupes, les revendications garantissant un essor économique et politique du Reich après la victoire et les modalités de la mise sous tutelle de l'Autriche-Hongrie, épuisée par le conflit ; ce programme reprend en réalité les termes du programme exposé initialement par les militaires. Dans ce cadre, l'ensemble des participants se montre partisan de la reprise des négociations économiques avec la double monarchie, afin de permettre à terme la mise en place d'une union douanière entre les deux empires, ainsi placés dans une égalité théorique,.

### La satisfaction des buts de guerre allemands
Les 24 points définis par les participants insistent sur la nécessaire réalisation des buts de guerre du Reich. 
Ainsi, les responsables allemands souhaitent obtenir des négociateurs austro-hongrois, notamment Ottokar Czernin, le ministre commun des affaires étrangères, une modification des liens entre le Reich et la double monarchie : Erich Ludendorff souhaite voir la délégation austro-hongroise engager l'Autriche-Hongrie à poursuivre le conflit jusqu'à la satisfaction de l'ensemble des buts de guerre du Reich, plaçant ainsi la monarchie des Habsbourg sous une stricte tutelle allemande. 
Aspirant à un accord austro-hongrois sur ce point, le commandement allemand aspire à voir la diplomatie austro-hongroise soutenir la reconnaissance d'une tutelle allemande en Courlande, en Lituanie, et à appuyer la restitution des colonies allemandes et la constitution d'un vaste ensemble colonial sous tutelle allemande en Afrique centrale.

### Un surcroît de sécurité pour le Reich
La conférence se clôt par la rédaction d'un programme en 24 points, traduction des prétentions maximales du Reich, mais fruit d'un compromis entre les civils et les militaires ; ce programme définit des buts de guerre territoriaux, des objectifs politiques et fixe les modalités de la prééminence économique, politique et militaire pérenne du Reich en Europe. 
Ainsi, les différents responsables allemands, les Dioscures, le chancelier Georg Michaelis, le secrétaire d'État aux affaires étrangères, Richard von Kühlmann et l'empereur Guillaume définissent d'une façon consensuelle comme ligne directrice la liberté d'accès à l'ensemble des marchés européens et mondiaux, révélant un relatif désintérêt pour l'Ouest. Ces membres du gouvernement et du commandement militaire allemands exigent ainsi qu'un port en eau profonde garantisse l'accès du Reich à la mer Méditerranée, portant leur intérêt sur Cattaro, alors en Dalmatie autrichienne, ou sur Valona, en Albanie, dans la région occupée par les Italiens,. 
En échange de ce faible intérêt pour les territoires et les marchés d'Europe de l'Ouest, les négociateurs allemands entendent disposer d'une liberté importante sur ses marges orientales, notamment en encourageant le développement d'États nouveaux en Ukraine, en Pologne et dans les pays baltes : formellement indépendants, ces États nouveaux ou restaurés sont destinés à être fortement liés au Reich par des accords politiques, militaires et commerciaux.

### De nouvelles relations avec la double monarchie

La cession au de de la Silésie autrichienne, en rouge, permet une continuité territoriale entre l'Allemagne et la Hongrie, et au-delà, la Bulgarie et l'empire ottoman.

Non contents de contrôler politiquement et économiquement le continent européen, les rédacteurs allemands du programme aspirent à placer la double monarchie sous une stricte tutelle, achevant ainsi la prise de contrôle de l'Autriche-Hongrie par le Reich. 
Erich Ludendorff, en exigeant de la double monarchie la poursuite de sa participation au conflit, souhaite précipiter son épuisement total afin de négocier en position de force sa sujétion au Reich. Le Dioscure affirme lors de la conférence vouloir priver l'Autriche-Hongrie de toute marge de manœuvre et d'autonomie, en imposant à ses représentants de maintenir l'empire des Habsbourg dans le conflit jusqu'à la conclusion de la paix générale. Le dioscure escompte obliger les responsables de la monarchie habsbourgeoise à une large union politique et économique, plaçant ainsi la double monarchie dans une situation de stricte dépendance vis-à-vis du Reich.
Cependant, une forte résistance austro-hongroise rythme la mise en place de la dernière phase du processus amorcé en 1878. Ainsi, pour venir à bout de cette résistance, une liste détaillée des points à aborder avec les Austro-Hongrois est élaborée, fixant précisément les objectifs allemands, notamment en Pologne,. 
Dans ce programme, des concessions formelles sont faites, la couronne de Pologne revenant à un archiduc Habsbourg, mais dans des conditions telles que le royaume est contrôlé politiquement, militairement et économiquement par le Reich. Cependant, en dépit des exigences allemandes, les négociateurs austro-hongrois défendent avec véhémence la dévolution de la Pologne à la double monarchie, autorisant Ludendorff à ériger la question austro-polonaise en facteur de déclenchement d'une possible guerre future entre le Reich et la double monarchie,.
En plus de ce programme d'expansion, par annexions directes de territoires ou par mise en place d'États formellement indépendants mais placés sous une stricte tutelle allemande, les responsables militaires allemands, notamment les Dioscures, remettant en cause la politique de Bismarck en 1866, parviennent à imposer au chancelier Michaelis l'annexion de la Silésie autrichienne à la Prusse, autorisant la construction d'une liaison directe entre le réseau ferré du Reich et le réseau ferré hongrois et, au-delà, avec les réseaux ferrés roumain, bulgare et ottoman. 
Les Dioscures voient l'avenir du Reich de façon pessimiste, même en cas de victoire allemande : à leurs yeux, l'Autriche-Hongrie est destinée à rejoindre les ennemis du Reich rapidement après sa victoire dans le conflit en cours. Paul von Hindenburg, et plus encore, son second, Erich Ludendorff, envisagent une future guerre, une fois la victoire allemande garantie par les traités de paix imposés aux Alliés. Cette guerre serait menée non seulement contre les vaincus qui auraient reconstitué leurs capacités militaires et économiques mais aussi contre la monarchie habsbourgeoise, devenue hostile au Reich. Les Dioscures, en comptant la double monarchie parmi les ennemis du Reich, reprennent dans les faits les analyses d'Erich von Falkenhayn, leur prédécesseur au grand état-major.